# Bulletin of the Chemical Society of Japan
Le Bulletin of the Chemical Society of Japan (abrégé en Bull. Chem. Soc. Jap.) est une revue scientifique à comité de lecture. Ce mensuel publie des revues et des articles de recherches originales sous forme de communications dans tous les domaines de la chimie.
D'après le Journal Citation Reports, le facteur d'impact de ce journal était de 2,21 en 2014. Le directeur de publication est Masahiro Irie (université Rikkyō, Japon).